# 482 aC
El 482 aC va ser un any del calendari romà prejulià. Durant la República Romana es coneixia com l'Any del consolat de Vibulà i Jul, o de vegades, any 272 Ab urbe condita o de la fundació de Roma. La denominació 482 aC per a aquest any s'ha emprat des de l'edat mitjana, quan el calendari Anno Domini va ser el mètode més usat a Europa per a anomenar els anys.

## Esdeveniments

### Pèrsia
- Xerxes reprimeix una de tantes revoltes que hi havia hagut a Babilònia, saqueja la ciutat, sobretot el temple d'Esagila, d'on s'emporta una estàtua d'or de Marduk, mata al seu sacerdot i dessacralitza el temple.[2]
- Ctèsies de Cnidos diu que va ser el general persa Megabazos qui va dirigir la repressió de la revolta a Babilònia contra Xerxes, mentre que Heròdot atribueix el fet al seu pare, Zòpir el Vell, que era el sàtrapa de la ciutat.[3]

### Grècia
- Temístocles, després de castigar amb l'ostracisme al general Aristides es converteix en el dirigent polític d'Atenes.[4]

### Sicília
- Teró d'Acragant va expulsar a Teril·le del poder a Hímera, que va incorporar als seus dominis, segons diu Heròdot. Teril·le va demanar ajuda als cartaginesos, que van decidir restaurar-lo en el poder i estendre el seu poder per l'illa. L'expulsió de Teril·le va ser la causa immediata de l'expedició d'Hamílcar que va acabar amb la gran batalla d'Hímera l'any 480 aC.[5]

### República Romana
- Quint Fabi Vibulà i Gai Juli Jul són elegits cònsols a Roma. La seva elecció com a cònsols es va produir per un acord entre els dos partits que governaven l'estat, que després d'enfrontar-se als comicis romans, van acordar l'elecció de Jul per part dels populars i de Fabi pels aristòcrates. Titus Livi diu que la discòrdia entre les classes romanes va ser tant violenta aquest any com en anys anteriors. Els cònsols van fer la guerra a la ciutat de Veios, però com que l'enemic no va presentar batalla van tornar a Roma després de devastar el territori.[6][7]
- Aulus Semproni Atratí és nomenat interrex per regular els comicis.[7]
- L'exèrcit de la ciutat de Veios va entrar en territori romà i va saquejar els conreus.[6]

### Xina
- El rei Fuchai de Wu mentre tractava d'obtenir l'hegemonia en una reunió dels ducs en Huangchi, la seva capital Gusu (actual Suzhou) va ser presa per sorpresa pel Rei Goujian de Yue.[8]